# Bijlhouwersbrug
De Bijlhouwersbrug (ook wel Bijlhouwerbrug genoemd) is een brug in het centrum van de Nederlandse stad Utrecht. De stenen boogbrug overspant de Oudegracht die onder de brug uitmondt in de Stadsbuitengracht. Op de brede brug ligt deels een pleintje aan de Tolsteegbarrière.
Naamgever van deze brug is het gilde der bijlhouwers, timmerlieden en houtbewerkers die zich in vroegere eeuwen in Utrecht hadden verenigd en de nabijgelegen Bijlhouwerstoren bewaakten.
Naast deze brug stonden vanuit de middeleeuwen de Tolsteegpoorten die de zuidelijke stadspoort vormden. Erbuiten lag het voorstadje Tolsteeg dat gunstig gelegen was aan een knooppunt van waterwegen met de Stadsbuitengracht en Oudegracht maar ook de Kromme Rijn en Vaartsche Rijn.
Waarschijnlijk was er reeds rond 1560 een brug hier over de Oudegracht, waarbij 10 jaar later een tweede smalle ernaast verrees en rond 1600 beide bruggen versmolten waren tot de overkluizing over de Oudegracht zoals die vandaag de dag te zien is. In 2012 werd ontdekt dat reeds vroeg in de 13e eeuw tussen de Tolsteegpoorten een waterpoort over de Oudegracht was gelegen. Delen uitgevoerd in baksteen en Naamse steen werden daarbij aangetroffen bij de restauratie van de werven. Aan de zijde van de Oudegracht bevindt zich direct naast de brug een wed; een schuinoplopende weg vanaf de werf naar de hogergelegen straat. Aan de zijde van de Stadsbuitengracht is een stenen trap in de vroege 20e eeuw aangebracht die vanaf de waterkant naar het plein leidt op de brug.
Vanaf 1914 stond bij de naastgelegen Tolsteegbrug een gedenkteken dat herinnert aan de aftocht uit de stad van de Fransen in 1813. Rond 1930 is het monument verplaatst naar de Bijlhouwersbrug.

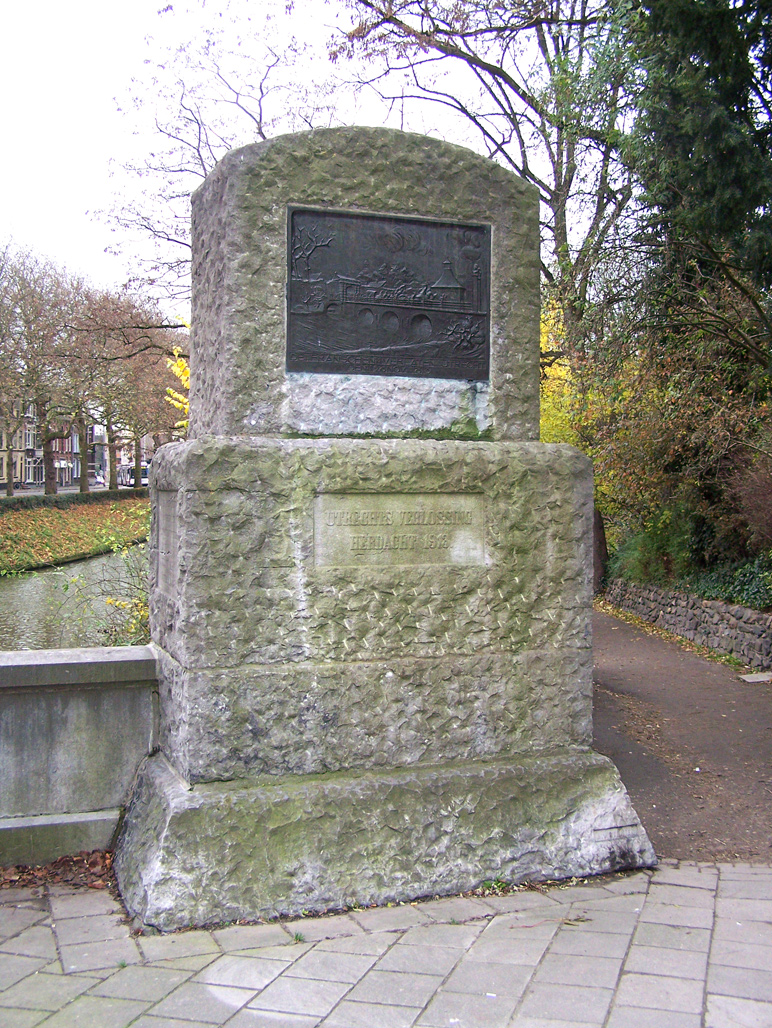
Monument op de Bijlhouwersbrug.